# Red Dead Revolver
Red Dead Revolver ist ein Actionspiel von Rockstar Games aus dem Third-Person-Shooter-Genre. Das Spiel ist im Wilden Westen angesiedelt. Es wurde am 11. Juni 2004 in Europa veröffentlicht und erhielt durchschnittlich mittelmäßige bis gute Bewertungen.
Red Dead Revolver bildete den Auftakt für eine erfolgreiche Spieleserie. 2010 erschien mit Red Dead Redemption Teil 2 der Serie, 2018 mit Red Dead Redemption 2 ein weiterer Nachfolger. Im Gegensatz zu seinen Nachfolgern bietet Red Dead Revolver keine komplett offene Spielwelt und ist nur in einigen Arealen frei erkundbar.

## Handlung
Das Spiel beginnt in den 1880ern und handelt von Red Harlow. Dieser sehnt sich als Jugendlicher nach dem aufregenden Leben als Cowboy. Er lebt mit seiner Familie auf einer Farm, wo er eines Tages von seinem Vater einen Revolver geschenkt bekommt und damit schießen üben geht. Währenddessen kommt es aber zu einer Katastrophe. General Diego schickte seine Handlanger, unter anderem Colonel Daren, um Reds Familie zu töten und ihm den „Scorpion Revolver“ zu besorgen, der im Besitz von Reds Vater ist. Reds Vater und seine Mutter werden erschossen, doch Red schafft es Colonel Daren mit einem Schuss aus dem Revolver einen Arm abzuschießen und flieht. Jahre später kehrt er zurück, um den versteckten Revolver zu holen, um damit den Tod seiner Familie zu rächen. Red reift zu einem gefürchteten Kopfgeldjäger und Revolverhelden heran. Von einem Sheriff namens Bartlett bekommt Red in der Stadt Brimstone dann regelmäßig neue Steckbriefe und Jobs angeboten. Durch Zufall kommt Red den Mördern von damals auf die Spur und beginnt nun seinen gnadenlosen Rachefeldzug. An seiner Seite stehen nach und nach auch weitere Personen, wie die Farmerin Annie Stoakes, ein englischer Gentleman namens Jack Swift, der Soldat Buffalo und der Indianer Shadow Wolf. Nach und nach kommt er seinem Ziel, die Ermordung seiner Eltern zu rächen, immer näher.

## Hauptcharaktere
Red Harlow
Red Harlow ist die Hauptperson in Red Dead Revolver. Er ist der Sohn von Nate Harlow und der Indianerin Falling Star. Nachdem er mit ansehen musste, wie seine Eltern ermordet wurden, wird er zu einem verbitterten und zynischen Kopfgeldjäger, mit dem Ziel, den Tod seiner Familie zu vergelten. Die Figur des Red Harlow basiert auf diversen Western-Rollen von Clint Eastwood.
Jack Swift
Jack Swift ist ein englischer Gentleman und Duellist. Zu Beginn wurde er von einem Zirkus gefangen gehalten, wo er als Kunstschütze auftreten sollte. Red befreit Jack und die beiden freunden sich an. Zu Ende des Spieles wird Jack Swift, als dieser Red und Annie beschützt, getötet. Die Figur des Jack Swift basiert auf Bat Masterson.
Annie Stoakes
Annie Stoakes ist eine unverwüstliche Lady, die alleine eine Farm betreibt. Da Griffon und seine Schergen ihr ihre Ranch und ihr Land streitig machen wollen, kommt sie in arge Bedrängnis, da sie einen Verkauf ablehnte und Griffon daher mit Gewalt versuchte, sich das Land unter den Nagel zu reißen. Nachdem sie ihr Land einige Zeit verteidigen konnte, trifft sie dort auf Red, der ihr unter die Arme greift. Dieser Vorfall macht die beiden zu Verbündeten.
Buffalo Soldier
Buffalo Soldier ist ein ehemaliger Soldat von Griffon, der allerdings wegen Ungehorsam eingesperrt wurde. Er begegnet Red als erstes in einem Kerker, wo ihn dieser befreit. Buffalo schließt sich jedoch nicht Red an, sondern möchte Griffon auf anderem Wege töten.
Shadow Wolf
Shadow Wolf ist ein Indianer und Angehöriger des Red Wolf-Stammes. Mit Red, seinem Cousin, ist er schon lange befreundet und Shadow Wolf bezeichnet Red als Angehörigen seines Stammes. Zu Ende wird er von Colonel Daren ermordet.

## Spielprinzip
Die Spielfigur wird aus einer Third-Person-Ansicht gesteuert. Als zentrales Element dient die Western-Wüstenstadt Brimstone. Dort erhält der Spieler beim Sheriff neue Aufträge. Man folgt einer Haupthandlung und nach und nach durchläuft man 27 verschiedene Kapitel (Level), so beispielsweise durch eine Geisterstadt oder eine Mine, es gibt Ritte auf Pferden, eine Zugfahrt oder einen Canyon. In den meisten Fällen können die Areale frei erkundet werden. Häufiger kommt es im Spiel zu Duellen, bei denen auch die sog. Dead-Eye-Funktion zum Zuge kommt. Diese ist vergleichbar mit dem Bullet-Time-Effekt aus anderen Spielen. Während der Duelle nimmt die Kamera eine Position nahe neben der Spielfigur ein.

## Hintergrund
Das ursprüngliche Konzept des Spieles stammte eigentlich von Capcom und sah fantastische Elemente, wie Kämpfe gegen Zombies, vor. Später, nachdem Capcom aufgrund der durchschnittlichen Qualität ihrer Version die Entwicklung an dem Spiel einstellten, wurde das Western-Konzept dann von Rockstar Games übernommen und weiterentwickelt und daraus ein quasi komplett anderes Spiel entwickelt. Die erste Präsentation von Red Dead Revolver gab es auf der Spielemesse E3 2002.

## Anspielungen
- Im Spiel sind zahlreiche Anspielungen und Verbeugungen versteckt. So trägt etwa ein Boss-Gegner ein Maschinengewehr in einem Sarg herum, genau wie Franco Nero in Django.[8]
- Red Harlow basiert in seinem Erscheinungsbild und in seinem Auftreten als zynischer, schweigsamer Antiheld auf Clint Eastwood und Jack Swift ist in Aussehen und Auftreten Bat Masterson nachempfunden.[2]
- Das im Spiel stattfindende Turnier wurde dem Film Schneller als der Tod nachempfunden. In diesem Film kommt auf der Liste der Bewerber des Schießwettbewerbs sogar ein „Red“ vor.[9]
- Am Ende des 16. Kapitels duelliert man sich mit drei Gegnern mit den Namen Sergio, Ennio und Eli. Eine weitere Anspielung, diesmal auf Sergio Leone, Ennio Morricone und Eli Wallach, drei Ikonen des Italowestern.[10]
- Das Titelbild der Spielhülle orientiert sich am Kinoposter vom Film Der Texaner mit Clint Eastwood.

## Soundtrack
Viele Stücke aus mehr oder weniger bekannten Spaghetti-Western findet man im Spiel wieder, darunter auch Titel von Ennio Morricone. Das Titellied von Red Dead Revolver stammt aus dem Film Lo chiamavano King mit Klaus Kinski und stammt von Luis Bacalov. Aus folgenden Filmen wurden Lieder lizenziert und im Spiel verwendet:
| - Django: Die Geier stehen Schlange - Django: Die Totengräber warten schon - Western Jack: Jeder Schuss ein Halleluja - Minnesota Clay - Ein Loch im Dollar - Dead Men Ride - Django: Nur der Colt war sein Freund - Nevada - Das Lied von Mord und Totschlag - Ein Dollar zwischen den Zähnen - Lauf um dein Leben - Blutiges Blei - Ringo: The Lone Rider - Söldner der Gewalt - Geständnis einer Nonne | - Sartana: Noch warm und schon Sand drauf - Ein Halleluja für Camposanto - Eine Bahre für den Sheriff - Oklahoma John: Der Sheriff von Rio Rojo - Spiel dein Spiel und töte, Joe - Kennst du das Land, wo blaue Bohnen blühn? - Der Mörder des Clans - Töte Amigo - His Name Was King - Seine Kugeln pfeifen das Todeslied - Die rechte und die linke Hand des Teufels - Mehr tot als lebendig - Der Tod ritt dienstags - Amigos: Die Engel lassen grüßen |

- Die Soundtracks sind auch als Album erhältlich.[11]

## Nachfolger

### Red Dead Redemption
Der Nachfolger Red Dead Redemption erschien am 21. Mai 2010 für die Xbox 360 und PlayStation 3. Eine Portierung für die Xbox One erschien im Juni 2016. Wie der Vorgänger spielt das Spiel im Wilden Westen und wird dem Action-Adventure-Genre zugeordnet. Zu dem Spiel erschien am 26. November 2010 mit Red Dead Redemption: Undead Nightmare eine Erweiterung. Am 17. August 2023 ist eine Portierung für die PlayStation 4 und Nintendo Switch erschienen, welche zudem den Zusatzinhalt Undead Nightmare enthält. Der Nachfolger hatte einen noch größeren Erfolg als der Vorgänger und konnte sich 14 Millionen Mal verkaufen.

### Red Dead Redemption 2
Mit Red Dead Redemption 2 erschien ein weiterer Nachfolger des Spiels. Das Spiel wurde wie seine Vorgänger von Rockstar Games entwickelt und zunächst für die Xbox One und PlayStation 4 sowie später auch für Microsoft Windows veröffentlicht. Das Spiel spielt in einer offenen Spielwelt im Wilden Westen.